# A.J. Bramlett
Aaron Jordan "A.J." Bramlett (DeKalb, Illinois, 10 de enero de 1977) es un exjugador de baloncesto estadounidense que disputó una temporada en la NBA y que desarrolló la mayor parte de su carrera en la Liga ACB. Con 2,08 metros de altura, lo hacía en la posición de ala-pívot.

## Trayectoria deportiva

### Universidad
Jugó durante cuatro temporadas con los Wildcats de la Universidad de Arizona, en las que promedió 8,6 puntos y 6,4 rebotes por partido. En su primera temporada fue incluido en el mejor quinteto de novatos de la Pacific Ten Conference, y en la segunda ayudó a su equipo a conseguir el Campeonato de la NCAA. Ya en su temporada sénior fue incluido en el mejor quinteto de la conferencia, tras promediar 14,2 puntos y 9,4 rebotes por partido.

### Profesional
Fue elegido en la trigésimo novena posición del Draft de la NBA de 1999 por Cleveland Cavaliers, donde no consiguió un puesto en el equipo que inició la temporada, yéndose a jugar al Dafni BC de la liga griega. Allí sólo permaneció un mes, hasta ser reclamado por los Cavs. Pero solo llegó a jugar en 8 partidos de la NBA, en los que apenas promedió 1,0 puntos y 2,8 rebotes.
Tras ser despedido, fichó por los La Crosse Bobcats de la Continental Basketball Association, donde completó una buena temporada como titular, promediando 11,4 puntos y 7,3 rebotes por partido, llegando a disputar el All-Star Game.
Al año siguiente pone rumbo a la Liga ACB, fichando por el Fórum Filatélico Valladolid, donde jugó una temporada en la que promedió 14,5 puntos y 7,8 rebotes por partido. Tras probar en verano infructuosamente con Seattle Supersonics y Washington Wizards, al año siguiente fichó por el Caprabo Lleida, donde tras fichar por dos temporadas, renovó por dos más, jugando 4 años en el equipo, siendo el cuarto jugador que más partidos ha disputado con el equipo catalán, y el primer extranjero. En total promedió 11,8 puntos y 7,0 rebotes por partido.
En 2005 deja Lleida para fichar por el Caja San Fernando de Sevilla, pero solo disputa 16 partidos en los que promedia tan sólo 6,4 puntos y 6,3 rebotes, siendo despedido.
Al año siguiente cambia de aires, fichando por el ASK Rīga de la liga de Letonia, donde en su primera temporada ganarían el título de liga, promediando 7,6 puntos y 7,7 rebotes por encuentro, y disputando los cuartos de final de la Baltic Basketball League. Jugó una temporada más en el equipo letón, para retirarse definitivamente.

## Estadísticas de su carrera en la NBA

### Temporada regular
| Año     | Equipo    | PJ | PT | MPP | %TC  | %3P | %TL | RPP | APP | ROB | TPP | PPP |
| ------- | --------- | -- | -- | --- | ---- | --- | --- | --- | --- | --- | --- | --- |
| 1999–00 | Cleveland | 8  | 0  | 7.6 | .190 | -   | -   | 2.8 | 0.0 | 0.1 | 0.0 | 1.0 |
| Total   | Total     | 8  | 0  | 7.6 | .190 | -   | -   | 2.8 | 0.0 | 0.1 | 0.0 | 1.0 |